# Dieu et mon droit

Il motto reale.

Il motto Dieu et mon droit che appare sotto lo Stemma reale del Regno Unito.

La frase in lingua francese Dieu et mon droit (in italiano: Dio e il mio diritto) è il motto del Sovrano del Regno Unito.
Fu adottato da Enrico V d'Inghilterra (1413-1422). Enrico era oltre che Re d'Inghilterra, anche un nobile francese.
La frase fu all'inizio usata come motto di battaglia da Riccardo I d'Inghilterra nel 1198 alla Battaglia di Gisors, quando sconfisse i francesi. Con questo, egli intendeva mettere in evidenza il diritto divino dei re: solamente Dio avrebbe potuto privarlo di questa sua autorità ereditata, non essendoci sulla Terra altro potere o monarca a cui egli fosse soggetto.
L'adozione di un motto in lingua francese sul proprio stemma reale non fu un fatto insolito per la monarchia britannica. L'anglo-normanno era infatti la lingua ufficiale della Corte Reale di Giustizia, e della classe dirigente al seguito di Guglielmo I d'Inghilterra e successivamente anche dei Plantageneti. Anche il Nobilissimo Ordine della Giarrettiera, il più antico ed elevato ordine cavalleresco del Regno Unito, adottò un motto in lingua francese: Honi soit qui mal y pense (in italiano: Vergogna a chi pensa male).
Oggi questa frase può essere ancora letta sui passaporti britannici.

## Altri usi
- La versione latina del motto (Deus meumque ius) è il motto del 33º grado del Rito scozzese antico ed accettato della Massoneria.

- Dieu et mon droit fu l'ispirazione per il motto scherzoso dei Beatles Duit On Mon Dei, poi adottato come titolo di un album da Harry Nilsson.